# Ulászló
Ulászló est un prénom hongrois masculin.

## Étymologie
Le prénom est une interprétation magyare de l'anthroponyme slave Vladislav, qui a également donné László.

## Équivalents
- Volodislav, Vlastislav, Vlaslav
- László, Ladiszla, Ladislav, Slav
- Vladislava, Slava

## Fête
Les "Ulászló" se fêtent le 27 janvier, le 27 juin ou le 29 juin, selon les régions.